# Павлин (часы)
Часы́ «Павли́н» — часовой автомат работы мастерской английского механика Джеймса Кокса и мастера Фредерика Юри, входящий в постоянную экспозицию Павильонного зала Малого Эрмитажа.
Часы изготовлены  в Лондоне в 1770-е годы. Материал: бронза, серебро, стразы, золочение. Находятся в рабочем состоянии (их заводят каждую пятницу в 19:00). По утверждению специалистов Государственного Эрмитажа, это единственный в мире крупный автомат XVIII века, дошедший до нашего времени без изменений. Хранитель — Михаил Гурьев, заведующий Лабораторией научной реставрации часов и музыкальных механизмов Эрмитажа.

## История
В 1777 году известный политический деятель, фаворит императрицы Екатерины князь Григорий Потёмкин решил приобрести одно из изделий Джеймса Кокса для Эрмитажа государыни. Это был знаменитый автомат из позолоченной меди, первоначально позолота была разноцветной: хвост павлина был золотисто-изумрудный, а его туловище местами покрывали цветные лаки.
В бумагах канцелярии Зимнего дворца, относящихся к приобретениям императрицы Екатерины II в 1781 году, указаны выплаты (30 сентября и 14 декабря) часовых дел мастеру Юри, за доставленные из Англии часы в сумме 11000 рублей (около 1800 фунтов стерлингов). Выплата была произведена из личных средств императрицы по письму князя Потемкина.
При перевозке части механизма подверглись повреждениям и нуждались в ремонте. Собрал эти часы в России Иван Кулибин, которому часы были доставлены в нескольких корзинках в виде груды деталей, некоторых причём недоставало. Потёмкин не увидел механизма в сборе, так как скончался в 1791 году. После смерти князя императрица Екатерина II забрала в казну дом Потёмкина — Таврический дворец, в нём диковинные часы стояли несколько лет, а затем в 1797 году были доставлены в Эрмитаж.
Есть версия, что над созданием часов также трудился английский мастер-часовщик Фредерик Юри, так как в одном месте, на пружинном барабане фигуры петуха выгравирована буква J (Jury). Но был ли Фредерик Юри автором всей композиции или же только принимал участие в её изготовлении — неизвестно. Однако именно Юри доставил этот шедевр в Петербург.
Одна из заставок телеканала «Культура» представляет собой кадры «павлина», снятого с разных ракурсов. Последний раз эта заставка использовалась в эфире канала 16 января 2018 года.

## Последовательность работы механизма
В автомате используются четыре механизма: один часовой и три, приводящие в движение фигуры совы, павлина и петуха. Порядок работы заведённого автомата имеет глубокий смысл: первой просыпается сова — символ ночи, звенят колокольчики, подвешенные на клетку, сова двигает головой и лапкой, вращает глазами. Движения совы и мелодичный звон колокольчиков сопровождают весь процесс. Далее сам павлин грациозно кланяется маленькой головкой и распускает свой золотой хвост — символ солнца. Павлин поворачивается и показывает оборотную сторону своего хвоста — посеребрённую поверхность, символизирующую ночь. Последним оживает петух.
Первоначально павлин был наделен голосом. Несохранившийся механизм приводил в действие трещотку, имитировавшую крик птицы. Павлин начинал «звучать» в тот момент, когда распускался его хвост. Петуха, криком которого завершалось представление, озвучивает крошечный органчик с мехом и одной языковой трубочкой. Особое устройство быстро изменяет высоту тона и прерывает поступление воздуха в органчик.

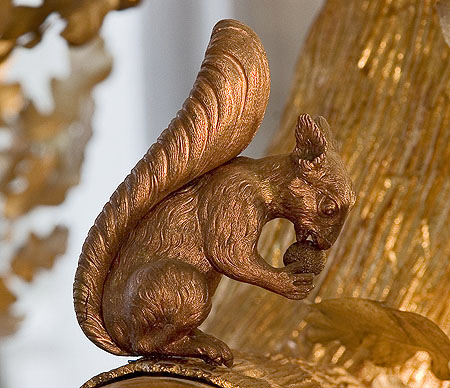
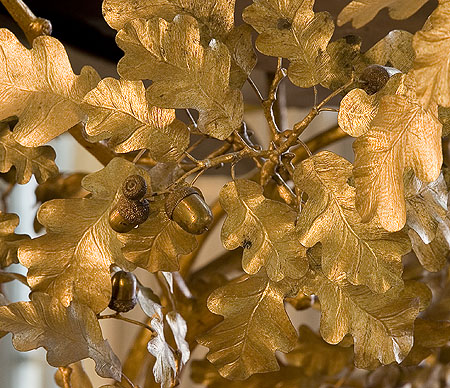
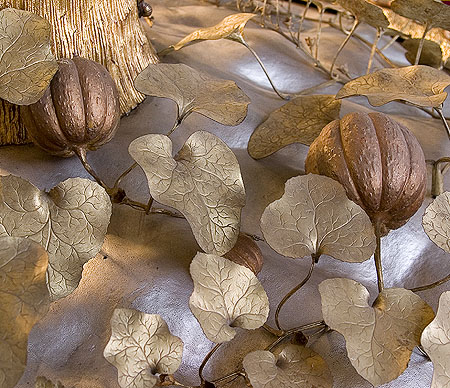
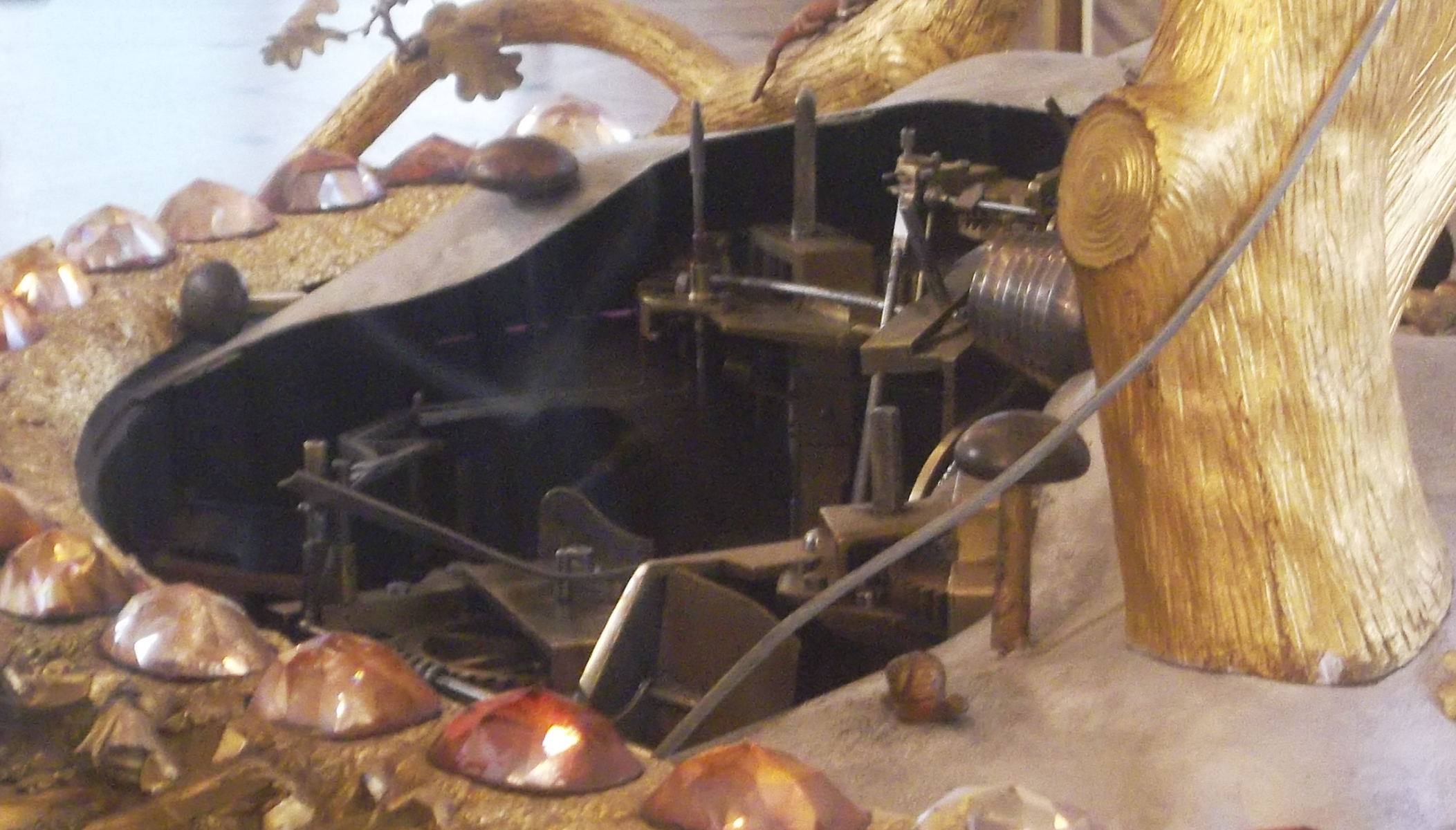
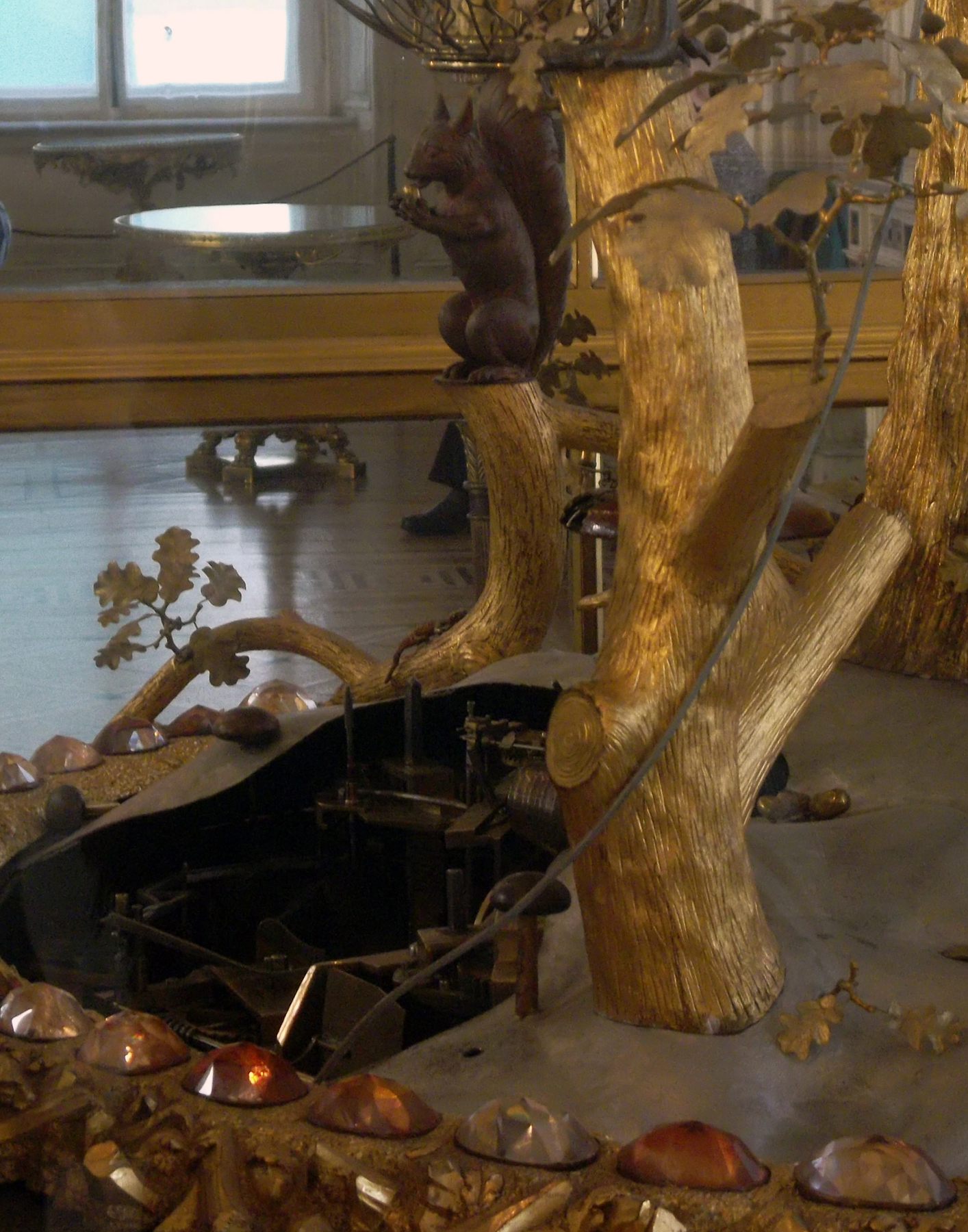
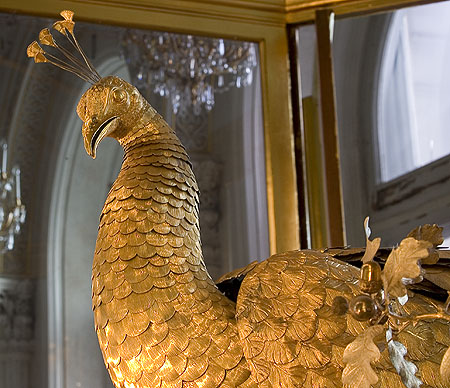

## В филателии

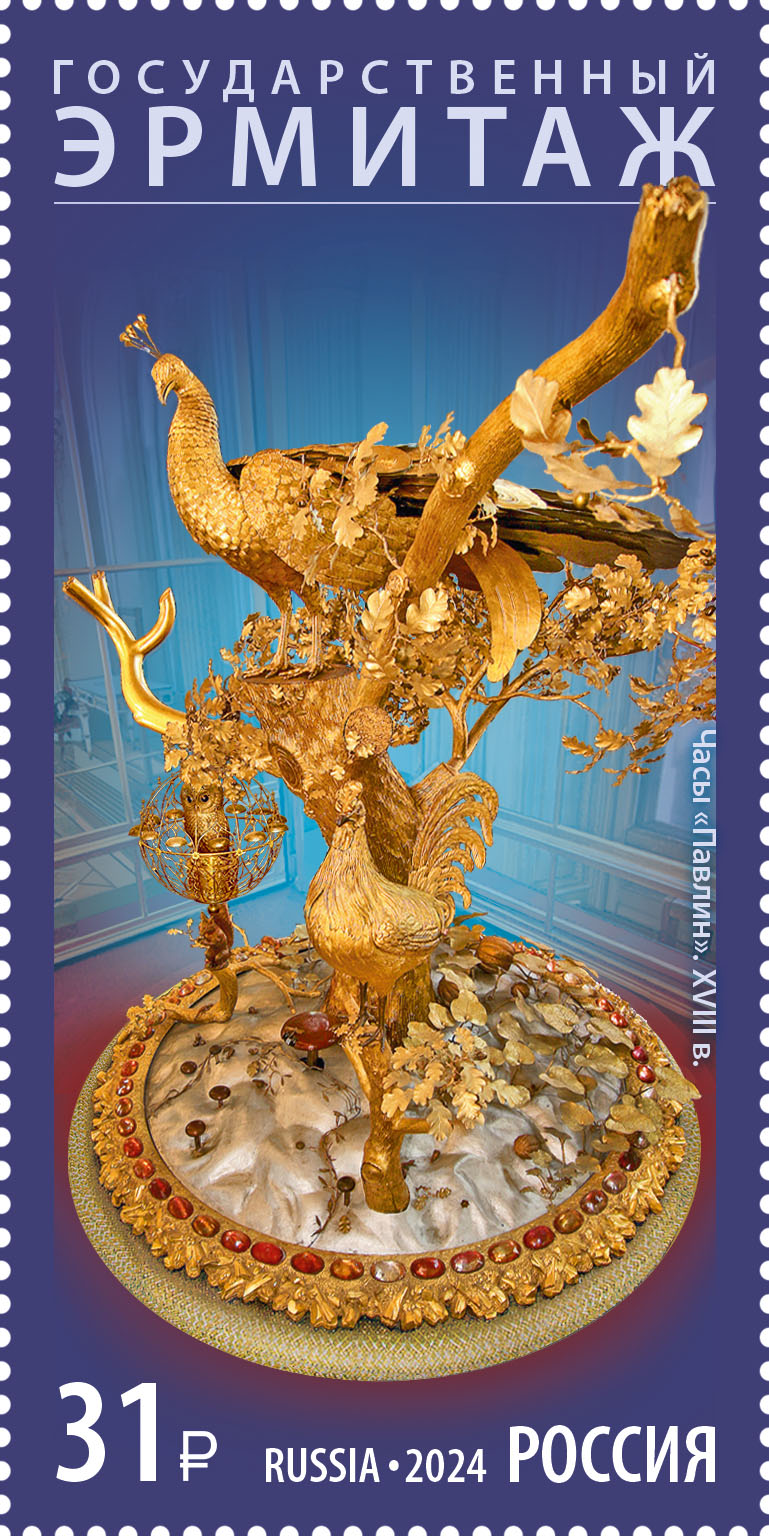
Марка Почты России, 2024 год

В 2024 году Почтой России в новой серии марок «Сокровища музеев России» была выпущена марка, посвященная Государственному Эрмитажу, и на которой изображен павлин.